# ぐるぐる問答 森見登美彦氏対談集
『ぐるぐる問答 森見登美彦氏対談集』（ぐるぐるもんどう もりみとみひこし たいだんしゅう）は、作家・森見登美彦の対談集。

## 概要
本書は、作家・森見登美彦がデビュー以来15年間にわたって各界の著名人と行った対談を収録した書籍である。
2016年10月27日に小学館より単行本が刊行され、2019年11月6日には小学館文庫版が刊行された。
森見の対談相手として、小説家、タレント、アニメーション監督、脚本家、アナウンサー、漫画家など多彩な顔ぶれが登場し、対談を繰り広げる。また、本書には森見が10年前のデビュー直後の自分と対談する対談風小説「小説 今昔対談」も収録されている。
文庫版では、2016年に刊行された単行本の内容に加え、新たに伊坂幸太郎と辻村深月との対談が追加されたほか、森見による書き下ろしコメントが多数収録されている。さらに、漫画家・カメントツによる描き下ろしカバーイラストや、森見の仕事場を取材したルポ漫画「カメントツの漫画ならず道 番外編」も特別収録されている。

## 制作背景
森見は、本書の「はじめに」において、自身が「座談の名手」ではなく、対談は苦手であると述べている。しかしながら、本書に収められた対談を読み返すことで、それぞれの対談が「出会い」であり、自身の10年間を刻むものであったと振り返っている。
本書のタイトル『ぐるぐる問答』とは、森見が対談中に「出たとこ勝負で喋るだけ」であり、その結果として思索が堂々巡りする様子を表している。加えて、担当編集者は、この「ぐるぐる」という言葉には、森見の対談相手に対する敬愛や親愛の情が込められていると分析している。
さらに、文庫版の制作にあたって、森見自身が「大きなものと小さなものをそろえるのは紳士淑女のたしなみである」と述べ、単行本の内容をそのまま再録しながらも、新たな対談や書き下ろし要素を加えることで、より充実した一冊となるよう工夫が施された。

## 書誌情報
- 単行本：小学館、2016年10月25日発売、ISBN 978-4-09-388520-1[1]
- 文庫本：小学館文庫、2019年11月06日発売、ISBN 978-4-09-406707-1[2]

| 収録リスト       | 収録リスト                      | 収録リスト                                          | 収録リスト      |
| 対談相手         | タイトル                        | 初出                                                | 備考            |
| ---------------- | ------------------------------- | --------------------------------------------------- | --------------- |
| 劇団ひとり       | "笑い"の中にある"救い"          | 『papyrus』2006年6月号 幻冬舎                       |                 |
| 万城目学         | 対決! 三つの公開質問状          | 『別冊文藝春秋』2007年9月号 文藝春秋                |                 |
| 瀧波ユカリ       | 漫画と小説の正しい濃度          | 『ダ・ヴィンチ』2007年9月 メディアファクトリー      |                 |
| 柴崎友香         | イマドキ古都の楽しみ方          | 『小説現代』2008年10月号 講談社                     |                 |
| うすた京介       | 脱「○○作戦」の挑戦              | 『papyrus』2007年12月号 幻冬舎                      |                 |
| 綾辻行人         | 京都に潜む怪しい闇              | 『幽』 vol.8 （2007年12月発行）メディアファクトリー |                 |
| 神山健治         | 物語の構造はドリフに学ぶ?       | 『Quick Japan』 2009年4月号 太田出版                |                 |
| 神山健治         | オモチロ成分の考察              | 『Feel Love』 2010年冬号 祥伝社                     |                 |
| 上田誠           | 言葉が作る現実と非現実          | 『S-Fマガジン』 2009年12月号 早川書房               |                 |
| 上田誠           | 鴨川神話が崩れた日              | 『はてなブックマークニュース』2010年4月27日         |                 |
| 羽海野チカ       | ダメダメ人間ほど愛おしい        | 『ダ・ヴィンチ』2010年6月 メディアファクトリー      |                 |
| 大江麻理子       | 森見ワールドのモヤモヤ歩き      | 『野性時代』2010年6月 角川書店                      |                 |
| 萩尾望都         | わがままに、好きなように書く    | 『波』2011年2月 新潮社                              |                 |
| 飴村行           | 一見対極、前世は兄弟?           | 『本の旅人』2012年3月号 角川書店                    |                 |
| 本上まなみ       | 四畳半に帰るべし!               | 『STORY BOX』 2013年11月号 小学館                   |                 |
| 綿矢りさ         | 暴走させない恐怖と笑い          | 『小説現代』 2007年4月号 講談社                     |                 |
| 森見登美彦（昔） | 小説 今昔対談                   | 『STORY BOX』 2015年6月号 小学館                    | 対談風小説      |
| 伊坂幸太郎       | ぼくたちが歩いている小説世界    | 『小説BOC』vol.10 幻冬舎                            | 文庫本 特別収録 |
| 辻村深月         | 15年目の原点回帰                | 『STORY BOX』 2019年6月19日 小学館                  | 文庫本 特別収録 |
| カメントツ       | カメントツの漫画ならず道 番外編 | 文庫本 特別収録                                     | ルポ漫画        |